# Wilhelm Manchot (Architekt)

Wilhelm Manchot, Aufnahme ca. 1890

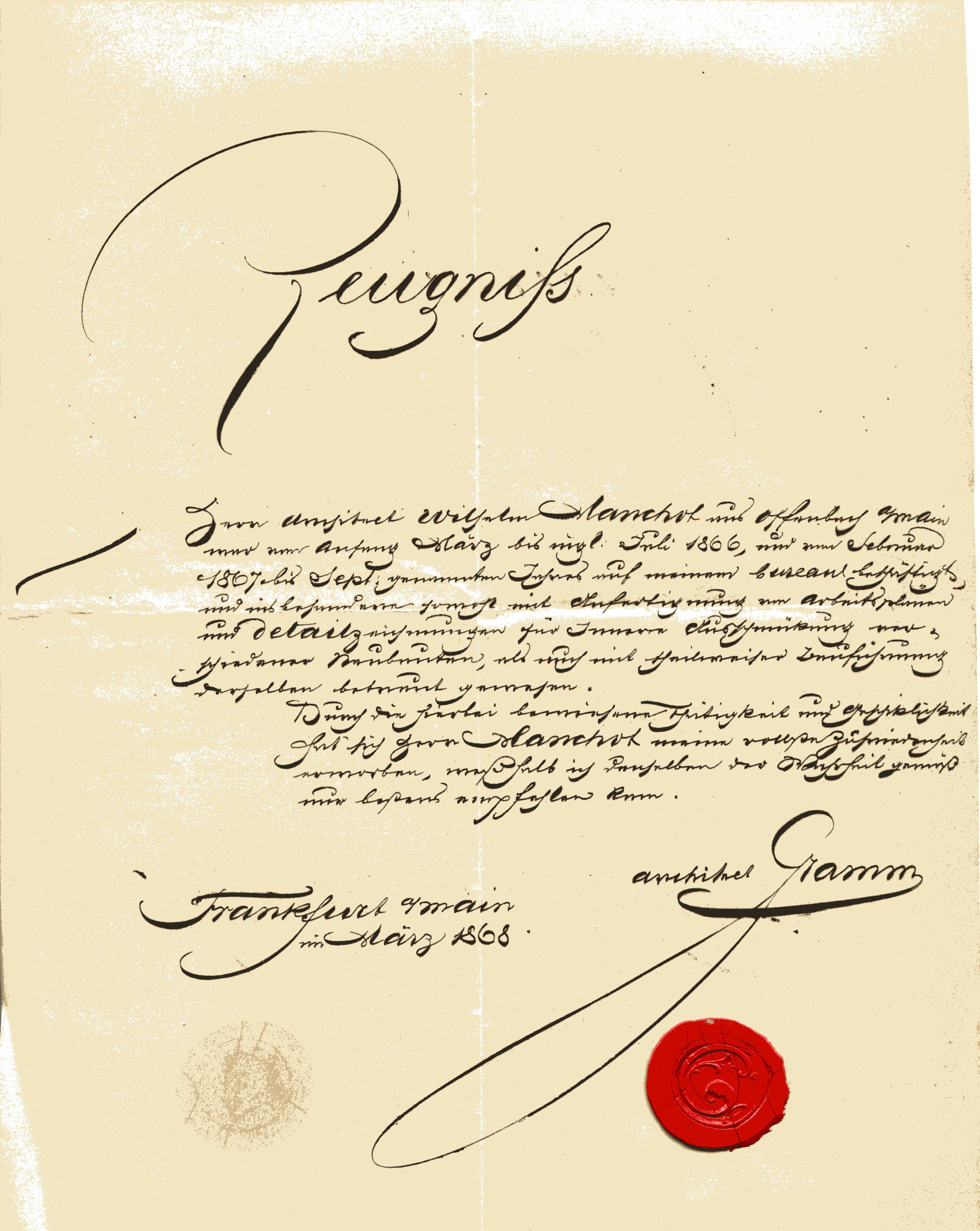
Zeugnis von 1868

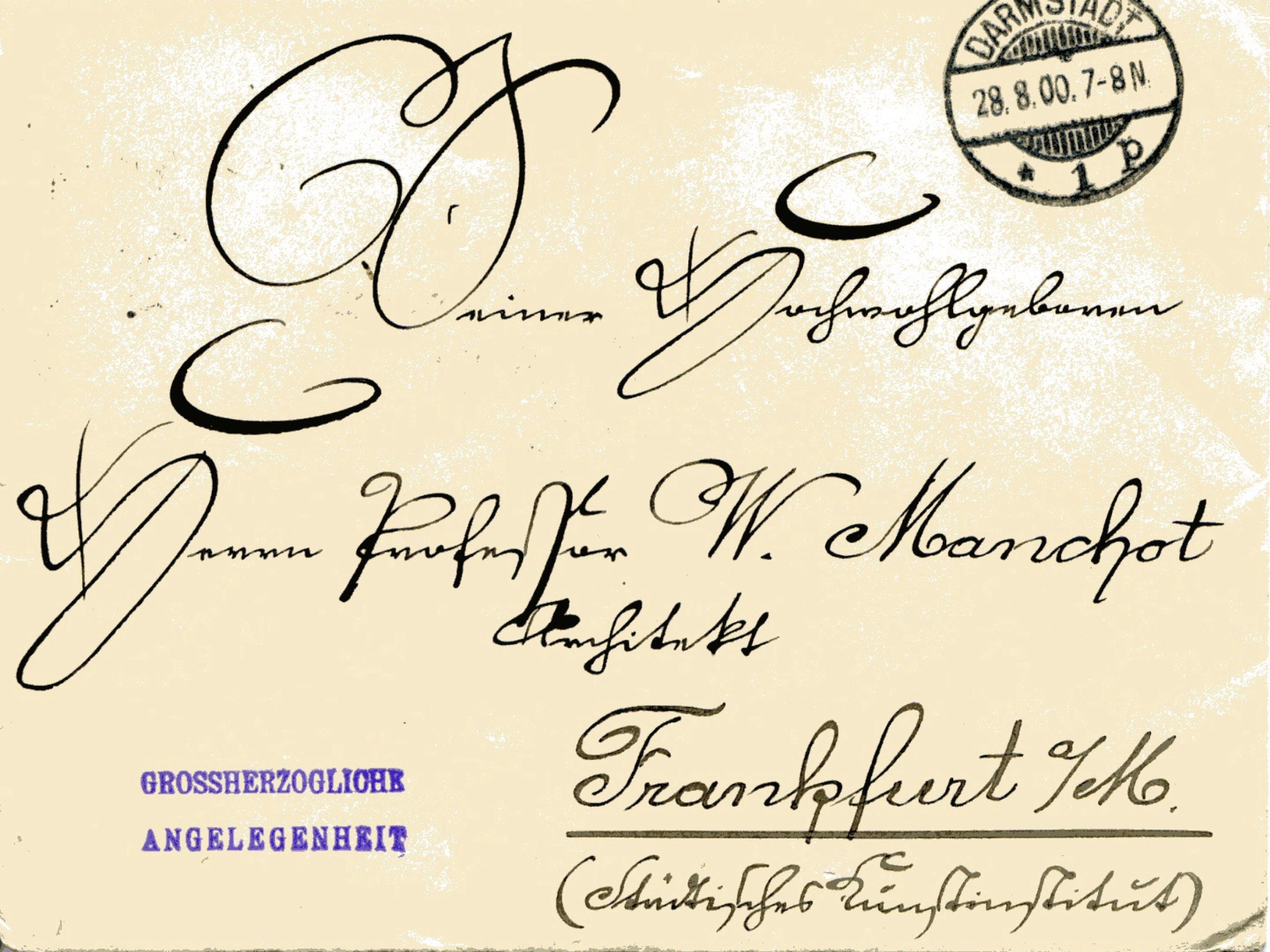
Brief an W. Manchot aus dem Jahr 1900

Wilhelm Manchot [mɑ̃ʃo] (* 19. März 1844 in Nidda; † 7. Oktober 1912 in Dornholzhausen) war ein deutscher Architekt und Hochschullehrer.

## Familie

Entwurfszeichnung zum Wohnhaus Ladenburg in Mannheim

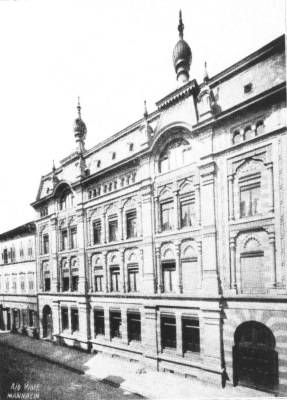
Lemle-Moses-Klaussynagoge in Mannheim, um 1900

Urkunde für den 1. Preis im Wettbewerb für das Nordiska Museet in Stockholm, 1883

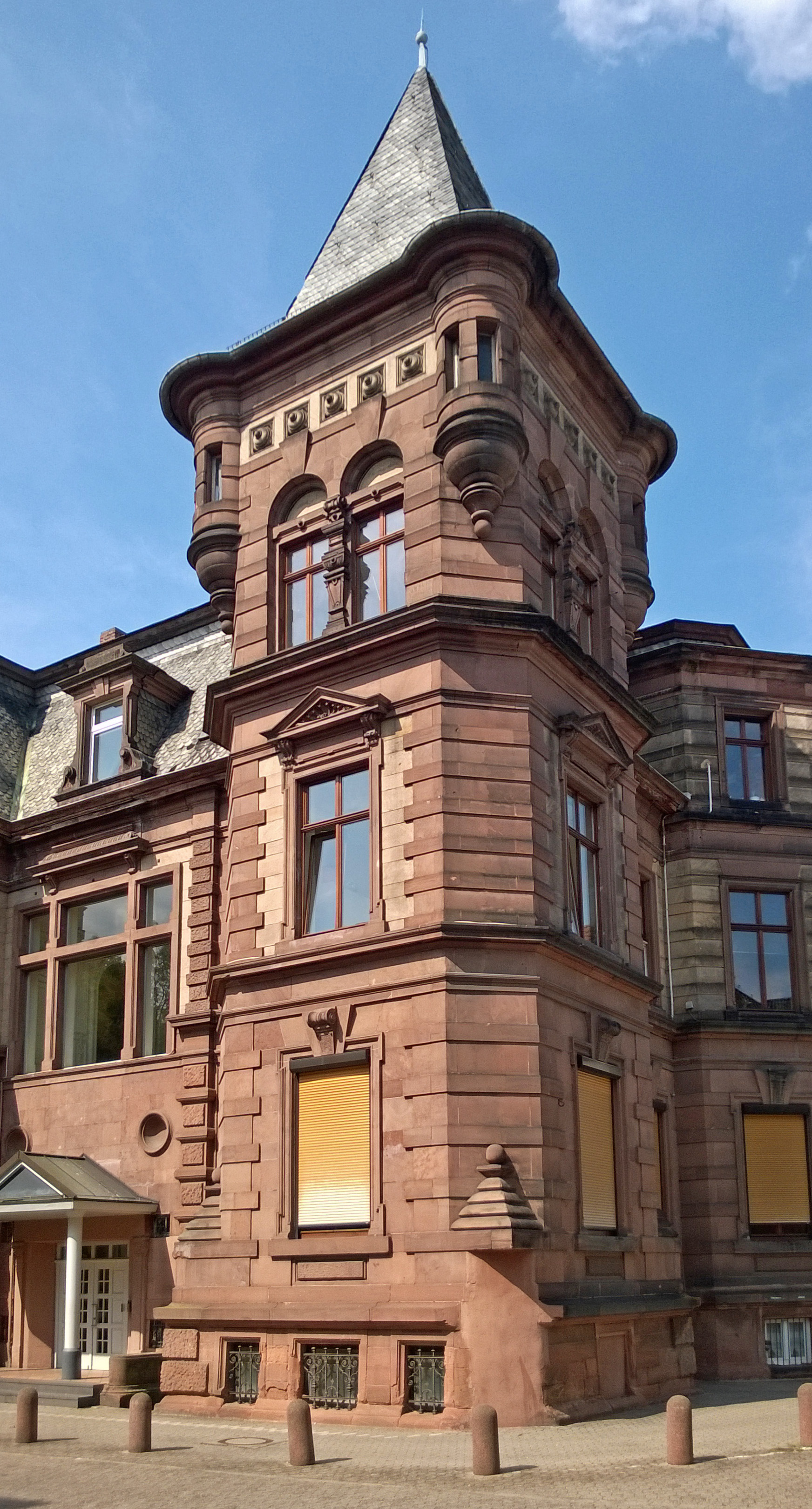
Villa Enzinger, Worms: Wasserturm

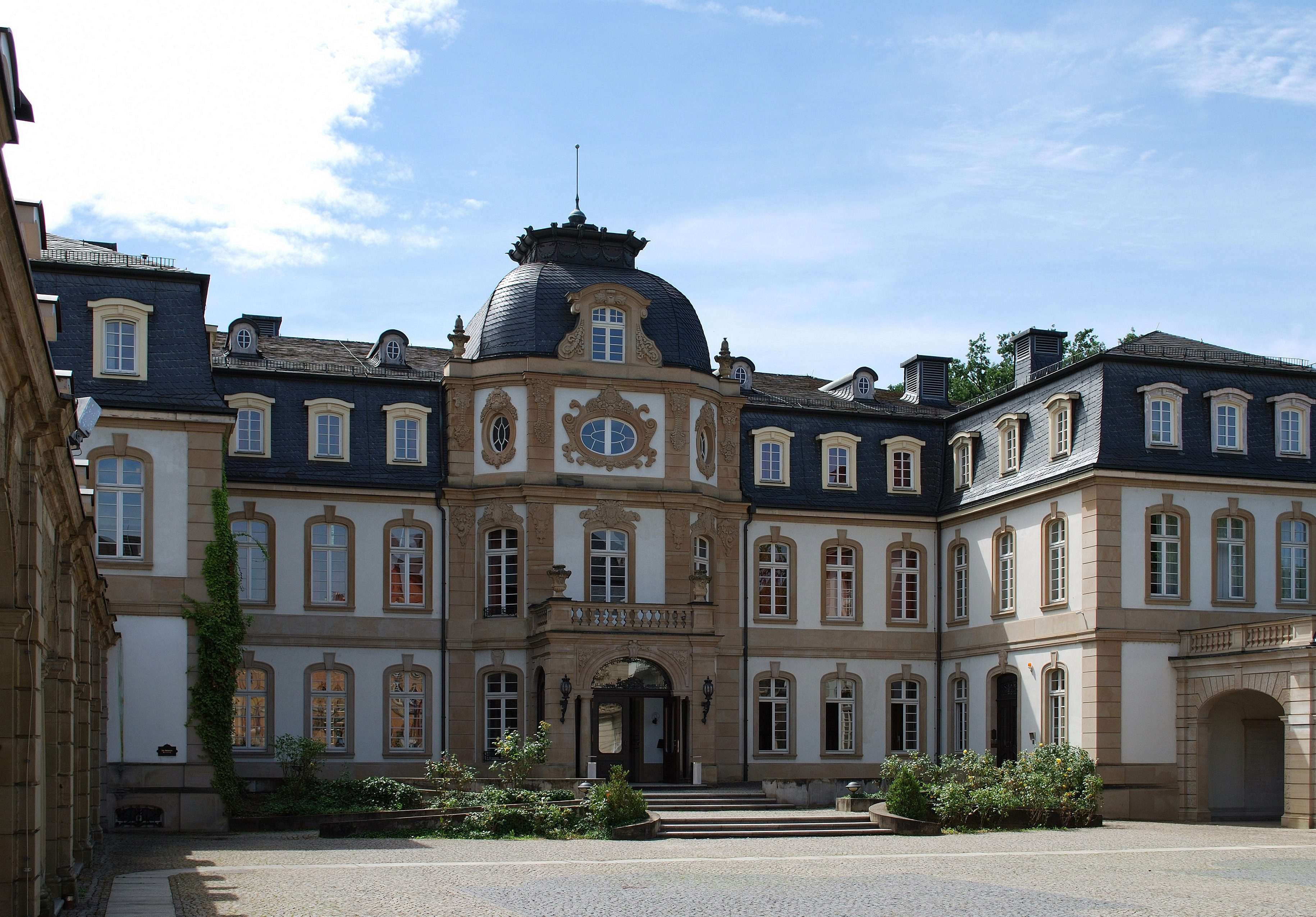
Büsing-Palais, Offenbach am Main

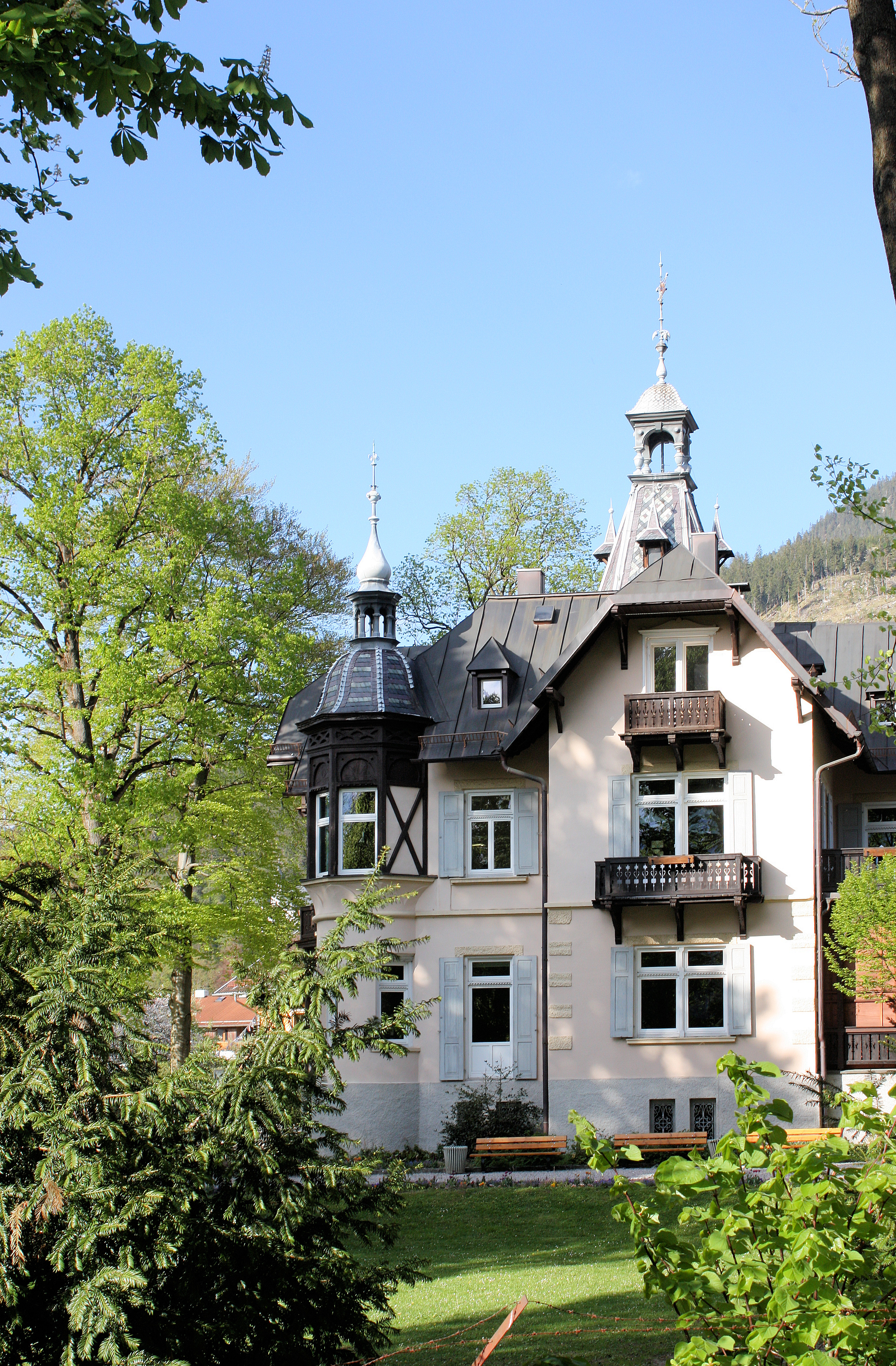
Villa Christina, heutiges Richard-Strauss-Institut in Partenkirchen

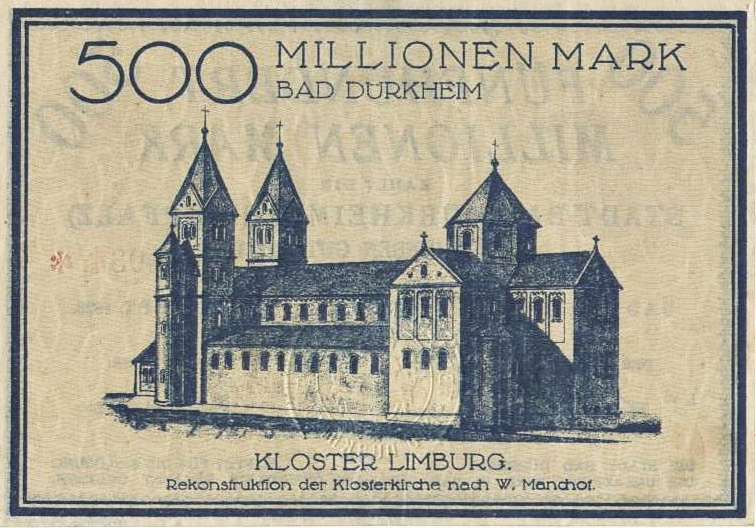
Rekonstruktionszeichnung der romanischen Klosterkirche Limburg, von Wilhelm Manchot, auf Geldschein der Stadt Bad Dürkheim, 1923

Wilhelm Manchot entstammte einer hugenottischen Familie aus Lothringen. Der Großvater, Charles Henri Michel Manchot (1774–1843), war evangelischer Pfarrer in Friedberg (Hessen). Manchot war das zweite von vier Kindern des dortigen Stadtpfarrers Johann Daniel Manchot (1805–1867) und seiner Frau Carolina Wilhelmine, geb. Dickorée. Vier Jahre später wurde der Vater nach Offenbach am Main versetzt, wo er bis 1867 als Dekan wirkte.

## Leben

### Herkunft und Ausbildung
Wilhelm Manchot besuchte die Realschule in der Herrnstraße in Offenbach und zeigte früh zeichnerische Begabung. Zur Förderung seines Talents besuchte er die Baugewerkschule in Frankfurt am Main. Daran schloss sich von 1860 bis 1861 ein Studium am Polytechnikum München bei Wilhelm Lübke an. Für die zwei folgenden Jahre wechselte er an die Akademie der Bildenden Künste München zu Ludwig Lange, um 1864 und 1865 an das Eidgenössische Polytechnikum Zürich zu gehen. In Zürich empfing er von Gottfried Semper wichtige künstlerische Anregungen.

### Tätigkeit
1866 arbeitete Manchot bei wechselnden Architekten in Europa, in Paris, Antwerpen und Brüssel. 1867 übertrug ihm die Universität Heidelberg die Leitung beim Bau des neuen Akademischen Krankenhauses im Bergheimer Feld. 1870 zog er nach Mannheim, wo es eine zahlungskräftige Kundschaft aus Industriellen und Großbürgertum gab und er den Wohnhausbau für die städtische Oberschicht zu seinem Schwerpunkt entwickelte. 1882 wurde er dort zum Stadtverordneten gewählt. 1889–1895 gehörte er dem Vorstand des Mannheimer Altertumsvereins an. Er verfolgte auch bauhistorische Interessen, die sich etwa in seiner umfangreichen Dokumentation zum Kloster Limburg a. d. Haardt niederschlugen.
Von 1895 bis 1910 war er als Lehrer am Städelschen Kunstinstitut in Frankfurt am Main und Leiter des dortigen Meisterateliers für Architektur, ab 1897 mit dem Titel eines Professors. Mit seiner Pensionierung 1909 verabschiedete er sich vollständig von der Tätigkeit als Architekt und starb drei Jahre später in seinem Landhaus in Dornholzhausen. Nach seinem Tod wurde er in Offenbach in der Gruft seiner Familie auf dem Alten Friedhof beigesetzt. Die Stadt Offenbach ehrte sein Andenken, indem sie eine Straße nach ihm benannte.

## Werk

### Bauten und Wettbewerbe (Auswahl)
Als Semper-Schüler entwarf Wilhelm Machot zunächst vornehmlich Bauten im Stil der Neorenaissance, später wandte er sich dem Neubarock zu. Das schloss aber nicht aus, dass er aus gegebenem Anlass auch in anderen historisierenden Stilen Gebäude entwarf und errichtete, etwa die Lemle-Moses-Klaus Synagoge in Mannheim in orientalischem Stil. Ganz schwer tat er sich mit den moderneren Entwicklungen, die auf Historisierendes weitgehend verzichteten, und zur Jahrhundertwende, kurz vor seinem Ausscheiden aus der aktiven Arbeit, aufkamen.
Zahlreiche seiner Bauten wurden im Zweiten Weltkrieg zerstört oder schwer beschädigt. So ist z. B. in Mannheim keines der von ihm errichteten Gebäude erhalten.
- 1876–1877: Villa für den Bankier und Bettfederfabrikanten B. Kahn, Mannheim, B 6, 32[11]
- 1879: Wettbewerbsentwurf für die Pfalzgauausstellung in Mannheim (prämiert mit einem 1. Preis, durch den Großherzog von Baden befürwortet), umgesetzt
- 1881–1882 in Mannheim:
  - Villa Engelhorn
  - Villa für die Bankiers August und Friedrich Hohenemser
  - Umbau eines Anwesens für Ludwig Hohenemser
  - Villa für die Bankierswitwe Henriette Ladenburg
  - Villa für Gustav Ladenburg[12]
- 1883: Wettbewerbsentwurf für den Bau des Nordiska Museet in Stockholm, prämiert mit einem 1. Preis, aber nicht umgesetzt
- 1884: eigenes Landhaus in Dornholzhausen, Marienstraße 3 (nicht erhalten)[13]
- 1884 ?: Krankenhaus in Göteborg, prämiert mit einem 1. Preis, aber nicht umgesetzt[14]
- 1884–1889: Vier Bauten in der Wilhelm-Leuschner-Straße in Worms, darunter das Hotel Kaiserhof
- um 1885: Villa Enzinger in Worms (repräsentativer Sandsteinquaderbau mit eigenem Wasserturm)[15][16]
- 1886–1889: Kestner-Museum in Hannover[1], Trammplatz 3 (1. Preis im Wettbewerb 1885; nach schweren Kriegsschäden Architektur-Fragmente im Neubau erhalten)
- 1887: Wettbewerbsentwurf für die neue Neckarbrücke in Mannheim (in Zusammenarbeit mit den Unternehmen Eisenwerke und Maschinenfabrik Gebr. Benckiser sowie Bernatz & Grün), prämiert mit einem 1. Preis und gebaut[17]
- 1887–1888: Lemle-Moses-Klaus und Synagoge in Mannheim, F 1, 11, zerstört[18]
- 1893: „Villa Christina“ für den Zigarrenfabrikanten Ludwig Mayer-von Doß in Partenkirchen, die ihm als Land- und Alterssitz diente[19], Schnitzschulstraße 19 (heute: Kulturdenkmal und Richard-Strauss-Institut)
- 1893: Wettbewerbsentwurf für das Märkische Provinzialmuseum in Berlin, nicht umgesetzt[20]
- 1893 ?: „Villa Reimann“ in Achern[21]
- 1894: evangelische Kirche in Ellerstadt (Vorderpfalz) (in neoromanischem Stil)[22]
- 1899–1907: Umbau des Büsing-Palais in Offenbach[23]
- 1905 Mausoleen für die Mannheimer Familien Diffené und Giulini[24]
- Weitere Häuser in der Nachbarschaft seines Landhauses in Bad Homburg-Dornholzhausen, Am unteren Reisberg[25]

### Schriften
nach Erscheinungsjahr 
- Das Fürstlich Isenburg’sche Schloss zu Offenbach am Main (Separatabdruck aus der Allgemeinen Bauzeitung). Wien 1867.
- Kloster Limburg an der Haardt. Eine bauwissenschaftliche und geschichtliche Abhandlung. (herausgegeben vom Mannheimer Altertumsverein) Mannheim 1892. (Nachdruck für die Aktion Limburg e. V. Ellerstadt 1980).
- Das Stereoskop. Seine Anwendung in den technischen Wissenschaften. Über Entstehung und Konstruktion stereoskopischer Bilder. Leipzig 1903.